# 440P/Kobayashi
440P/Kobayashi est une comète périodique du système solaire.
Elle a été observée pour la première fois par Takao Kobayashi les 30 et 31 janvier 1997. Elle avait alors été prise pour une planète mineure et a été rapportée à l'Union astronomique internationale comme telle par Syuichi Nakano. Au cours des jours suivants, il a été déterminé que cet objet a une orbite cométaire. Warren Offutt a montré plus tard qu'il s'agissait d'une comète. La comète a alors reçu la désignation P/1997 B1 (Kobayashi). Pour la découverte d'une comète avec un CCD, ainsi que la découverte la plus faible[pas clair], Kobayashi se classe premier parmi les astronomes amateurs. Il démontre que les astronomes amateurs ont encore un rôle important à jouer dans le domaine de la découverte d'objets astronomiques.
La redécouverte de la comète en novembre 2021 est annoncée le 11 janvier 2022 sous la désignation P/2021 W2. La comète reçoit sa désignation permanente 440P le 12 janvier 2022.